# Usza (Pecsora)
Az Usza (oroszul: Уса) folyó Oroszország európai részén, Komiföldön, a Pecsora jobb oldali mellékfolyója.

## Földrajz
Hossza: 565 km, vízgyűjtő területe: 93 600 km², évi közepes vízhozama: 1310 m³/sec.
A Sarki-Urálban eredő két hegyi folyó: a Nagy- és a Kis-Usza egyesülésével keletkezik. Kezdetben délnyugat felé tart, a Koszju torkolatától nagy kanyart tesz északnyugat felé, majd az Adzva torkolatától újra délnyugat felé folyik és Uszty-Uszánál ömlik a Pecsorába. 
Az első 100 km-en tipikus hegyi folyó, lejjebb a hegyeket mocsaras sík vidék váltja fel. A Lemva torkolatától az Usza kiszélesedik és – egy rövid sziklás szakaszt kivéve – széles, egyhangú völgyben folytatja útját. A torkolat közelében völgye a 20 km szélességet is eléri, ez a vidék kiterjedt mocsár. A folyó itt 900–1000 m széles; alacsony vízszintnél 2,5 m, a legmagasabb vízálláskor 10 m mély.
Októbertől vagy november első felétől május-júniusig befagy. Magas vízállása hosszan elhúzódik: május-júniustól az alsó szakaszon augusztusig, a felsőn szeptemberig tart. A torkolattól fölfelé 325 km-ig hajózható. 

## Mellékfolyók
Csaknem a teljes vízgyűjtő területe – alsó folyásának egy szakasza kivételével – az állandóan fagyott talaj övezetében fekszik. Legnagyobb mellékfolyói közül több a Sarki- vagy a Sarkközeli-Urálban ered. 
- Bal oldali mellékfolyók: Nagy-Rogovaja (311 km), Koszju (259 km), Nagy-Kocsmesz (198 km), Lemva (180 km).
- Jobb oldali mellékfolyók: Kolva (546 km), Adzva (334 km), Vorkuta (182 km).

## Települések
A torkolatnál fekvő Uszty-Usza kisebb település, kikötő. A Gulag éveiben járási székhely és egyben elosztóhely volt: ide érkeztették és innen vezényelték a foglyokat a pecsorai vasútvonal mentén és Vorkuta bányaváros környékén kialakított lágerekbe. Egy Uszty-Usza melletti lágerben 1942-ben fegyveres felkelés tört ki, melyet egy hét alatt számoltak fel. 
A folyó mentén a legnagyobb település a torkolat közelében (nem közvetlenül a parton) épült Uszinszk (lakossága kb. 40 000 fő). A város környékén van Komiföld legnagyobb olajkitermelő vidéke, ugyanitt 2011-ben új olajfinomítót avattak fel.